# Lamprima varians
Lamprima varians es una especie de coleóptero de la familia Lucanidae.

## Distribución geográfica
Habita en Australia.